# Itanagar
Itanagar este un oraș în India.